# 比尔·卡特赖特
詹姆斯·威廉·卡特赖特（英語：James William Cartwright，1957年7月30日—），美国NBA联盟前职业篮球运动员。他在1979年的NBA选秀中第1轮第3顺位被纽约尼克斯选中。